# کائی (بازیکن فوتبال)
کارلوس ادواردو د سوزا فلورستا (به پرتغالی: Carlos Eduardo de Souza Floresta) معروف به کارلوس کائی (Carlos Kahê) بازیکن فوتبال در پست مهاجم اهل برزیل است که در شهر سائوپائولو و در تاریخ ۲۸ اوت ۱۹۸۲ به دنیا آمده‌است.

## باشگاهی
کائی در تیم فوتبال پالمیراس، بروسیا مونشن‌گلادباخ و گنچلربیرلیغی اسپور سابقهٔ حضور دارد.

## تیم ملی
وی همچنین در تیم‌های ملی فوتبال تیم ملی فوتبال زیر ۲۰ سال برزیل بازی کرده‌است.